# Alessandro Melli
Alessandro Melli (Agrigento, 11 dicembre 1969) è un dirigente sportivo ed ex calciatore italiano, di ruolo attaccante.

## Carriera

### Giocatore

#### Club

Melli (in piedi, al centro) nella squadra giovanile del Parma terza classificata al Torneo di Viareggio 1988

Figlio di Emilio Melli, a sua volta calciatore, Alessandro nasce ad Agrigento, come suo fratello Marcello (anch'egli calciatore professionista con le maglie di Parma, Battipagliese, Fano, Siracusa e Tempio), durante la militanza del padre nell'Akragas. Cresciuto nel settore giovanile dell'Audace Parma, a 13 anni viene tesserato dal Parma con cui esordisce in Serie C1 l'8 dicembre 1985.
Durante la prima stagione, con Arrigo Sacchi in panchina, totalizza 6 presenze e 1 rete, conquistando immediatamente la promozione in Serie B. Sebbene come comprimario, viene confermato nelle successive due stagioni di cadetteria. Nel campionato 1988-1989 torna temporaneamente in Serie C1 giocando alcuni mesi in prestito al Modena. In Serie B gioca titolare e conquista la promozione in Serie A al termine della stagione 1989-1990. Debutta in massima categoria il 9 settembre 1990 in Parma-Juventus (1-2). In gialloblù conquista negli anni seguenti la Coppa Italia, chiusa da capocannoniere, la Coppa delle Coppe e la Supercoppa UEFA.
Passato alla Sampdoria, il 10 novembre 1994 è al centro di uno scambio col Milan, con Melli a Milano in prestito gratuito e Ruud Gullit a Genova a titolo definitivo. Dopo 6 presenze e una rete in rossonero, in estate torna a Parma dove rimane per il successivo biennio.
L'11 dicembre 1997 passa al Perugia, in Serie B, riuscendo con gli umbri a conquistare un'altra promozione in Serie A nella stagione 1997-1998, e mantenendo poi per due anni la categoria. Il 25 ottobre 2000 passa all'Ancona, ma pochi mesi dopo, a soli 31 anni, opta per il ritiro.
In Serie A ha giocato 202 partite siglando 44 reti.

#### Nazionale

Da sinistra: Orlando, Matrecano, Sordo, Antonioli, Luzardi e Melli in ritiro con la nazionale olimpica nelle settimane precedenti il torneo di.

Ha vinto con la selezione Under-21 l'Europeo 1992, e ha partecipato con la nazionale olimpica ai Giochi di Barcellona 1992. Dopo una prima convocazione nel 1991, senza scendere in campo, ha giocato solo due partite con la nazionale maggiore: il 24 marzo 1993 in Italia-Malta (6-1), e il 14 aprile dello stesso anno in Italia-Estonia (2-0), entrambe da titolare.

### Dirigente
Il 12 luglio 2005 ritorna al Parma in qualità di team manager, in sostituzione dell'ex compagno di squadra Lorenzo Minotti. Decade dal ruolo il 23 giugno 2015, con la società parmense appena fallita.
Dallo stesso anno diventa responsabile tecnico del settore giovanile del Felino Calcio. Dal 2024 assume lo stesso ruolo per il Vicofertile, dove ritrova come direttore sportivo l'ex compagno di squadra Marco Osio.

## Statistiche

### Presenze e reti nei club
| Stagione        | Squadra         | Campionato      | Campionato | Campionato | Coppe nazionali | Coppe nazionali | Coppe nazionali | Coppe continentali | Coppe continentali | Coppe continentali | Altre coppe | Altre coppe | Altre coppe | Totale | Totale |
| Stagione        | Squadra         | Comp            | Pres       | Reti       | Comp            | Pres            | Reti            | Comp               | Pres               | Reti               | Comp        | Pres        | Reti        | Pres   | Reti   |
| --------------- | --------------- | --------------- | ---------- | ---------- | --------------- | --------------- | --------------- | ------------------ | ------------------ | ------------------ | ----------- | ----------- | ----------- | ------ | ------ |
| 1985-1986       | Parma           | C1              | 6          | 1          | CI+CI-C         | 0+1             | 0               | -                  | -                  | -                  | -           | -           | -           | 7      | 1      |
| 1986-1987       | Parma           | B               | 20         | 1          | CI              | 9               | 2               | -                  | -                  | -                  | -           | -           | -           | 29     | 3      |
| 1987-1988       | Parma           | B               | 12         | 1          | CI              | 4               | 0               | -                  | -                  | -                  | -           | -           | -           | 16     | 1      |
| lug.-nov. 1988  | Modena          | C1              | 8          | 0          | CI+CI-C         | 2+0             | 0               | -                  | -                  | -                  | -           | -           | -           | 10     | 0      |
| 1988-1989       | Parma           | B               | 17         | 2          | CI              | -               | -               | -                  | -                  | -                  | -           | -           | -           | 17     | 2      |
| 1989-1990       | Parma           | B               | 36         | 12         | CI              | 0               | 0               | -                  | -                  | -                  | -           | -           | -           | 36     | 12     |
| 1990-1991       | Parma           | A               | 29         | 13         | CI              | 2               | 0               | -                  | -                  | -                  | -           | -           | -           | 31     | 13     |
| 1991-1992       | Parma           | A               | 30         | 6          | CI              | 9               | 5               | CU                 | 2                  | 0                  | -           | -           | -           | 41     | 11     |
| 1992-1993       | Parma           | A               | 28         | 12         | CI              | 3               | 0               | CdC                | 8                  | 3                  | SI          | 1           | 1           | 40     | 16     |
| 1993-1994       | Parma           | A               | 22         | 5          | CI              | 6               | 3               | CdC                | 4                  | 0                  | SU          | 0           | 0           | 32     | 8      |
| lug.-nov. 1994  | Sampdoria       | A               | 8          | 1          | CI              | 3               | 2               | CdC                | 3                  | 2                  | SI          | 1           | 0           | 15     | 5      |
| 1994-1995       | Milan           | A               | 6          | 1          | CI              | 0               | 0               | UCL                | 0                  | 0                  | SU+CInt     | 0           | 0           | 6      | 1      |
| 1995-1996       | Parma           | A               | 24         | 4          | CI              | 1               | 0               | CdC                | 4                  | 2                  | SI          | 0           | 0           | 30     | 6      |
| 1996-1997       | Parma           | A               | 18         | 0          | CI              | 1               | 1               | CdC                | 2                  | 0                  | -           | -           | -           | 21     | 1      |
| lug.-nov. 1997  | Parma           | A               | 0          | 0          | CI              | 1               | 0               | UCL                | 0                  | 0                  | -           | -           | -           | 1      | 0      |
| Totale Parma    | Totale Parma    | Totale Parma    | 242        | 57         |                 | 39              | 11              |                    | 20                 | 5                  |             | 1           | 1           | 302    | 74     |
| 1997-1998       | Perugia         | B               | 13         | 1          | CI              | 0               | 0               | -                  | -                  | -                  | -           | -           | -           | 13     | 1      |
| 1998-1999       | Perugia         | A               | 13         | 1          | CI              | 2               | 0               | -                  | -                  | -                  | -           | -           | -           | 15     | 1      |
| 1999-2000       | Perugia         | A               | 25         | 1          | CIC             | 4               | 1               | Int                | 1                  | 0                  | -           | -           | -           | 30     | 2      |
| Totale Perugia  | Totale Perugia  | Totale Perugia  | 51         | 3          |                 | 6               | 1               |                    | 1                  | 0                  |             | -           | -           | 58     | 4      |
| 2000-2001       | Ancona          | B               | 13         | 3          | CI              | 0               | 0               | -                  | -                  | -                  | -           | -           | -           | 13     | 3      |
| Totale carriera | Totale carriera | Totale carriera | 328        | 65         |                 | 50              | 14              |                    | 24                 | 7                  |             | 2           | 1           | 404    | 87     |

### Cronologia presenze e reti in nazionale
| Cronologia completa delle presenze e delle reti in nazionale ― Italia | Cronologia completa delle presenze e delle reti in nazionale ― Italia | Cronologia completa delle presenze e delle reti in nazionale ― Italia | Cronologia completa delle presenze e delle reti in nazionale ― Italia | Cronologia completa delle presenze e delle reti in nazionale ― Italia | Cronologia completa delle presenze e delle reti in nazionale ― Italia | Cronologia completa delle presenze e delle reti in nazionale ― Italia | Cronologia completa delle presenze e delle reti in nazionale ― Italia |
| Data                                                                  | Città                                                                 | In casa                                                               | Risultato                                                             | Ospiti                                                                | Competizione                                                          | Reti                                                                  | Note                                                                  |
| --------------------------------------------------------------------- | --------------------------------------------------------------------- | --------------------------------------------------------------------- | --------------------------------------------------------------------- | --------------------------------------------------------------------- | --------------------------------------------------------------------- | --------------------------------------------------------------------- | --------------------------------------------------------------------- |
| 24-3-1993                                                             | Palermo                                                               | Italia                                                                | 6 – 1                                                                 | Malta                                                                 | Qual. Mondiali 1994                                                   | -                                                                     |                                                                       |
| 14-4-1993                                                             | Trieste                                                               | Italia                                                                | 2 – 0                                                                 | Estonia                                                               | Qual. Mondiali 1994                                                   | -                                                                     |                                                                       |
| Totale                                                                |                                                                       | Presenze                                                              | 2                                                                     |                                                                       | Reti                                                                  | 0                                                                     |                                                                       |

| Cronologia completa delle presenze e delle reti in nazionale ― Italia under 21 | Cronologia completa delle presenze e delle reti in nazionale ― Italia under 21 | Cronologia completa delle presenze e delle reti in nazionale ― Italia under 21 | Cronologia completa delle presenze e delle reti in nazionale ― Italia under 21 | Cronologia completa delle presenze e delle reti in nazionale ― Italia under 21 | Cronologia completa delle presenze e delle reti in nazionale ― Italia under 21 | Cronologia completa delle presenze e delle reti in nazionale ― Italia under 21 | Cronologia completa delle presenze e delle reti in nazionale ― Italia under 21 |
| Data                                                                           | Città                                                                          | In casa                                                                        | Risultato                                                                      | Ospiti                                                                         | Competizione                                                                   | Reti                                                                           | Note                                                                           |
| ------------------------------------------------------------------------------ | ------------------------------------------------------------------------------ | ------------------------------------------------------------------------------ | ------------------------------------------------------------------------------ | ------------------------------------------------------------------------------ | ------------------------------------------------------------------------------ | ------------------------------------------------------------------------------ | ------------------------------------------------------------------------------ |
| 20-12-1989                                                                     | Valencia                                                                       | Spagna under 21                                                                | 1 – 0                                                                          | Italia under 21                                                                | Amichevole                                                                     | -                                                                              |                                                                                |
| 7-2-1990                                                                       | Reggio Emilia                                                                  | Italia under 21                                                                | 1 – 0                                                                          | Grecia under 21                                                                | Amichevole                                                                     | -                                                                              | 87’                                                                            |
| 16-5-1990                                                                      | Lucca                                                                          | Italia under 21                                                                | 1 – 0                                                                          | Cipro under 21                                                                 | Amichevole                                                                     | 1                                                                              |                                                                                |
| 18-10-1990                                                                     | Ferrara                                                                        | Italia under 21                                                                | 1 – 0                                                                          | Ungheria under 21                                                              | Qual. Europeo Under-21 1992                                                    | -                                                                              |                                                                                |
| 15-12-1990                                                                     | Chieti                                                                         | Italia under 21                                                                | 3 – 1                                                                          | Romania under 21                                                               | Amichevole                                                                     | -                                                                              |                                                                                |
| 16-1-1991                                                                      | Atene                                                                          | Grecia under 21                                                                | 0 – 0                                                                          | Italia under 21                                                                | Amichevole                                                                     | -                                                                              |                                                                                |
| 17-4-1991                                                                      | Andria                                                                         | Italia under 21                                                                | 0 – 0                                                                          | Svezia under 21                                                                | Amichevole                                                                     | -                                                                              |                                                                                |
| 25-9-1991                                                                      | Trollhättan                                                                    | Svezia under 21                                                                | 2 – 2                                                                          | Italia under 21                                                                | Amichevole                                                                     | -                                                                              |                                                                                |
| 16-10-1991                                                                     | Sinferopoli                                                                    | Unione Sovietica under 21                                                      | 1 – 1                                                                          | Italia under 21                                                                | Qual. Europeo Under-21 1992                                                    | -                                                                              |                                                                                |
| 13-11-1991                                                                     | Avellino                                                                       | Italia under 21                                                                | 2 – 1                                                                          | Norvegia under 21                                                              | Qual. Europeo Under-21 1992                                                    | 1                                                                              | 82’                                                                            |
| 29-1-1992                                                                      | Atene                                                                          | Grecia under 21                                                                | 0 – 1                                                                          | Italia under 21                                                                | Amichevole                                                                     | -                                                                              | 65’                                                                            |
| 11-3-1992                                                                      | Trnava                                                                         | Cecoslovacchia under 21                                                        | 1 – 2                                                                          | Italia under 21                                                                | Europeo Under-21 1992 - Quarti di finale - Andata                              | 1                                                                              |                                                                                |
| 28-5-1992                                                                      | Ferrara                                                                        | Italia under 21                                                                | 2 – 0                                                                          | Svezia under 21                                                                | Europeo Under-21 1992 - Finale - Andata                                        | -                                                                              |                                                                                |
| 4-6-1992                                                                       | Vaxjo                                                                          | Svezia under 21                                                                | 1 – 0                                                                          | Italia under 21                                                                | Europeo Under-21 1992 - Finale - Ritorno                                       | -                                                                              | 59’                                                                            |
| Totale                                                                         |                                                                                | Presenze                                                                       | 14                                                                             |                                                                                | Reti                                                                           | 3                                                                              |                                                                                |

## Palmarès

### Club

#### Competizioni nazionali
- Campionato italiano Serie C1: 1

Parma: 1985-1986 (girone A)
- Coppa Italia: 1

Parma: 1991-1992

#### Competizioni internazionali
- Coppa delle Coppe: 1

Parma: 1992-1993
- Supercoppa UEFA: 2

Parma: 1993
Milan: 1994

### Nazionale
- Campionato d'Europa Under-21: 1

1992

### Individuale
- Capocannoniere della Coppa Italia: 1

1991-1992 (5 gol)